# Pogonolobus
Pogonolobus es un género monotípico de plantas con flores perteneciente a la familia de las rubiáceas. Incluye una sola especie: Pogonolobus reticulatus F.Muell. (1858). Es nativa de Nueva Guinea hasta Australia.

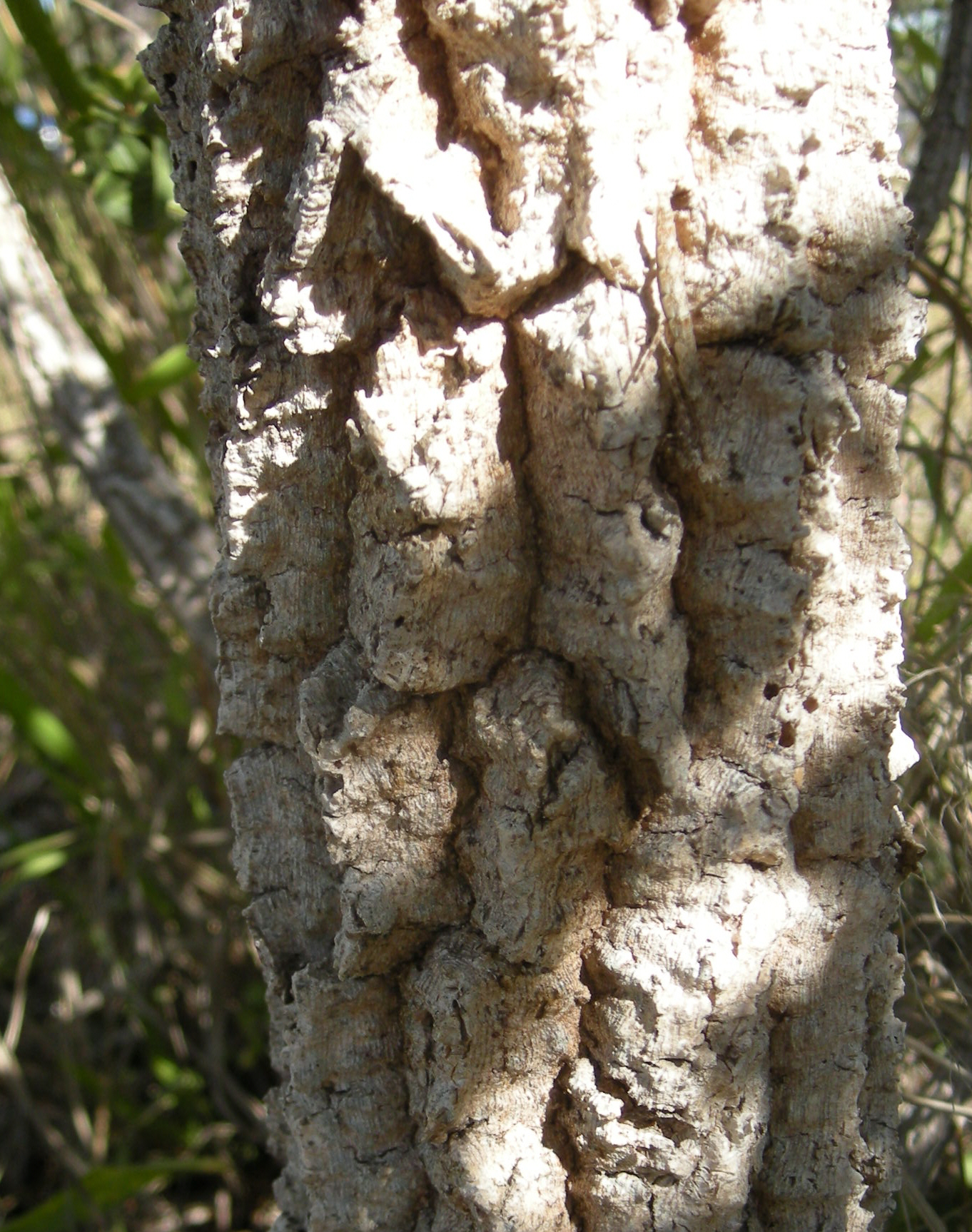
Corteza

Su hábitat natural es el bosque tropical seco y los bosques húmedos de eucaliptos. La planta es una fuente importante de colorante para los aborígenes.

## Taxonomía
Pogonolobus reticulatus fue descrita por Ferdinand von Mueller y publicado en Fragmenta Phytographiae Australiae 1: 56, en el año 1858.
Sinonimia
- Coelospermum reticulatum (F.Muell.) Benth.[4]